# Key (ゲームブランド)
Key（キー）は、株式会社ビジュアルアーツのゲームブランド。KEY ・ key ・ kEy などの表記も使用される。また、同ブランドに所属するシナリオライター 麻枝准の作曲家として活動する際の個人名義として用いられることもある。

## 概要
Keyは、株式会社ビジュアルアーツを代表するゲームブランドである。恋愛アドベンチャーゲームに「泣き」「感動」「笑い」の要素を取り入れた「泣きゲー」ジャンルの草分けかつ代名詞的存在として知られる。また、Key Sounds Labelという自社レーベルを持ち、Keyブランドのゲームのオリジナルサウンドトラック等はすべてこのレーベルから発売される。
通称は「鍵」と略されることが多く、Keyの熱心なファンは「鍵っ子」と呼称されることが多い。また、アクアプラス傘下のゲームブランドであるLeafと並ぶ有名ブランドであることから「葉鍵」と呼ばれることも多い。
これは、Keyの作曲家である折戸伸治が1996年までLeafに所属していたことから、2つのブランドのファン層が少なからず重なっていた事も影響している。また、2000年に大規模匿名掲示板2ちゃんねるにおいて、leaf,key掲示板（通称「葉鍵板」）という独立した板が作られ、ファン同士の交流の機会が多かったことも大きい。そして、2001年に同人文化の総本山であるコミックマーケットのジャンルコードに「Leaf & Key」の項目が設けられたこと事により、この呼び方が一般に浸透していった。このジャンルコードは2013年冬開催のコミケまで使用されていた。（ちなみに、「「鍵っ子」「葉鍵」は現在は完全に死語である）
しかし、2014年現在では両ブランドの作品傾向は大きく異なっているため、ファン層の乖離が顕在化しており、KeyとLeafを一括りにする考え方は、現状に則していない面も大きい。
第1作『Kanon』、第2作『AIR』、第3作『CLANNAD』、第6作『リトルバスターズ!』、第7作『リトルバスターズ!エクスタシー』と、フル規格の作品で初版10万本以上の大ヒット級と言える売上がある。ブランドが立ち上がってから10年以上が経過しているにもかかわらず、長期にわたり人気が安定している息の長いブランドである。
後の作品になるほどエンターテイメント性が強化されており、作中のミニゲームとしてシミュレーションRPGや野球ゲームなどが製作されている。ノベルゲームとして見ても、独特の手法が後進のゲームブランドやゲームシナリオライターに与えた影響は大きく、奈須きのこ、竜騎士07などがKeyから影響を受けたと語っている。
Key原作のゲームは、京都アニメーションや東映アニメーションなどにより積極的にアニメ化されてきた。アニメ化されることによって原作の認知度も上がり、それがKeyブランドの地名度向上や売上につながっている。また、2010年にはKey社内スタッフが脚本を手掛けたオリジナルアニメ作品『Angel Beats!』が、2015年には麻枝准が原作・脚本を手掛けたオリジナルアニメ作品『Charlotte』がP.A.WORKSによって制作され、さらに2016年には『Rewrite』がエイトビットにより制作されるなど、近年はこれまで以上に様々なアニメーション会社により制作されている。
また2007年には、インターネットラジオ『Keyらじ』の配信を開始するなど、精力的な活動展開を繰り広げている。

## 沿革
『MOON.』『ONE 〜輝く季節へ〜』を開発した主力スタッフが、Nexton傘下のゲームブランドであるTacticsから、株式会社ビジュアルアーツへ移籍したことにより設立された。この初期メンバーのうち、シナリオ担当の麻枝准と久弥直樹、音楽担当の折戸伸治、原画担当の樋上いたるは、現在でも業界内で著名である。
1999年発売の処女作『Kanon』は、事実上の前作である『ONE 〜輝く季節へ〜』が話題作であったことからも注目を呼んで大ヒットとなり、恋愛アドベンチャーゲームに「泣き」「感動」の要素を取り入れた、いわゆる「泣きゲー」と呼ばれるジャンルを確立することとなった。この結果、本ブランドは第1作目から、アクアプラス傘下のゲームブランドLeafと並ぶ、当時の恋愛アドベンチャーゲームのトップブランドに位置することとなった。
2000年には第2作『AIR』を発表、「泣きゲー」として初回限定版売り上げ10万本以上の大ヒット作品となり、その安定した実力を示した。
2001年には第3作となる『CLANNAD』の制作発表がなされたものの、それから2年余り発売の目処がつかない状態が続いた。最終的に『CLANNAD』は2004年に全年齢対象作品として発売された。2作目と3作目の間に発売期間が開いていたにもかかわらず、人と人との「絆」をテーマに描かれた壮大な物語は深い感動を呼び、エンターテイメント性も充実していたことから、10万本以上を売り上げる3度目の大ヒット作品となった。また「家族」や「絆」を扱ったテーマから、ギャルゲーのゲームジャンルでは珍しく女性ファンも急増した。
2004年には『planetarian 〜ちいさなほしのゆめ〜』が、2005年には『智代アフター 〜It's a Wonderful Life〜』が、小規模作品として発売された。
その後、2007年には第6作『リトルバスターズ!』が全年齢対象として、2008年には第7作『リトルバスターズ!エクスタシー』が成人向け作品として発売された。Keyがそれまであまり扱ってこなかった「友情」をテーマに感動を呼び起こす物語が描かれ、またエンターテイメント性も前作『CLANNAD』以上に大幅に強化され、10万本を超える4度目の大ヒット作となった。
Key設立から10年目の2009年2月28日から3月1日にかけて、Key10周年記念イベント「10th KEY MEMORIAL FES, 〜あの日から始まった僕らの時を刻む唄〜」が開催され、10周年記念限定品として『Key 10th Memorial BOX』が販売された。
2010年6月25日には『リトルバスターズ!エクスタシー』のスピンオフ作品として『クドわふたー』が発売された。
2011年6月24日に発売した『Rewrite』は、シナリオに田中ロミオと竜騎士07が外注として参加している。『Kanon』以来（企画は『AIR』以降）、前作『リトルバスターズ!エクスタシー』まで企画・シナリオ執筆・音楽制作を担当し、メインシナリオライターとして活躍してきた麻枝准はいったん筆を置く事を宣言しており、音楽担当およびQC（クオリティコントロール / 制作監督）として参加している。
2016年9月20日、原画家の樋上いたるがビジュアルアーツを退社したことを発表した。
同年、Key15周年記念作品として『Harmonia』が製作され、2016年9月23日に英語版を発売、同年12月29日にコミックマーケット91で日本語版を限定発売。2017年5月26日には日本語版を一般発売した。
2016年12月9日、「Key New Project」として『Summer Pockets』の製作が発表された。

## 作品一覧
| 発売年 | 発売日   | タイトル                               | 原画                                                            | シナリオ                          | 備考 |
| ------ | -------- | -------------------------------------- | --------------------------------------------------------------- | --------------------------------- | --- |
| 1999年 | 6月4日   | Kanon                                  | 樋上いたる                                                      | 久弥直樹 麻枝准                   | WindowsPC 18禁CD版ゲーム:同日発売 WindowsPC 全年齢CD版ゲーム:2000年1月7日発売 WindowsPC 18禁DVD-ROM版ゲーム:2004年11月26日発売 WindowsPC 全年齢DVD-ROM版ゲーム:2005年1月28日発売                                                                                       |
| 2000年 | 9月8日   | AIR                                    | 樋上いたる                                                      | 麻枝准 イシカワタカシ             | WindowsPC 18禁CD版ゲーム:同日発売 WindowsPC 全年齢CD版ゲーム:2001年7月27日発売 WindowsPC 18禁DVD-ROM版ゲーム:2005年4月8日発売 |
| 2004年 | 4月28日  | CLANNAD                                | 樋上いたる                                                      | 麻枝准 涼元悠一 魁 （丘野塔也）   | WindowsPC 全年齢DVD-ROM版ゲーム:同日発売 WindowsPC 全年齢フルボイスDVD-ROM版ゲーム:2008年2月29日発売 |
| 2004年 | 11月29日 | planetarian 〜ちいさなほしのゆめ〜     | 駒都えーじ                                                      | 涼元悠一                          | ダウンロード版（Yahoo! BBユーザー先行販売）:同日発売 ダウンロード版（一般販売）:2004年12月6日発売 パッケージ版:2006年4月28日発売 |
| 2005年 | 11月25日 | 智代アフター 〜It's a Wonderful Life〜 | 樋上いたる、フミオ                                              | 麻枝准 樫田レオ 都乃河勇人        | WindowsPC 18禁DVD-ROM版ゲーム:同日発売 |
| 2007年 | 7月27日  | リトルバスターズ!                      | 樋上いたる、Na-Ga                                               | 麻枝准 都乃河勇人 城桐央 樫田レオ | WindowsPC 全年齢DVD-ROM版ゲーム:同日発売 |
| 2008年 | 7月25日  | リトルバスターズ! エクスタシー         | 樋上いたる、Na-Ga                                               | 麻枝准 都乃河勇人 城桐央 樫田レオ | WindowsPC 18禁DVD-ROM版ゲーム:同日発売 |
| 2009年 | 7月31日  | KEY 10th MEMORIAL BOX                  |                                                                 |                                   | WindowsPC（通販限定）:同日発売 Kanon（全年齢版） AIR（全年齢版） CLANNAD（全年齢版） planetarian 〜ちいさなほしのゆめ〜 （完全フルボイス版、全年齢版） 智代アフター 〜It's a Wonderful Life〜（完全フルボイス版、全年齢版） リトルバスターズ! エクスタシー（全年齢版） |
| 2010年 | 6月25日  | クドわふたー                           | Na-Ga、樋上いたる                                               | 城桐央                            | WindowsPC 18禁DVD-ROM版ゲーム:同日発売 WindowsPC 全年齢DVD-ROM版ゲーム:2013年6月28日発売 |
| 2011年 | 6月24日  | Rewrite                                | 樋上いたる                                                      | 田中ロミオ 竜騎士07 都乃河勇人    | WindowsPC 全年齢DVD-ROM版ゲーム:同日発売 |
| 2012年 | 7月27日  | Rewrite Harvest festa!                 | 樋上いたる                                                      | 田中ロミオ 竜騎士07 都乃河勇人    | WindowsPC 全年齢DVD-ROM版ゲーム:同日発売 |
| 2015年 | 6月26日  | Angel Beats! -1st beat-                | 風瑛なづき、永山ゆうのん 桜葉樹里、鈴木FALCO、Na-Ga             | 麻枝准、魁 樫田レオ               | WindowsPC 全年齢DVD-ROM版ゲーム:同日発売 |
| 2016年 | 9月23日  | Harmonia                               | 樋上いたる                                                      | 中村綴、魁                        | WindowsPC 全年齢ダウンロード版ゲーム（英語版）:同日発売 WindowsPC 全年齢DVD-ROM版ゲーム（日本語版、コミックマーケット限定販売）:2016年12月29日発売 WindowsPC 全年齢DVD-ROM版ゲーム（日本語版、一般販売）:2017年5月26日発売                                             |
| 2017年 | 2月6日   | Rewrite IgnisMemoria                   |                                                                 |                                   | スマートフォンゲーム:同日配信 |
| 2018年 | 6月29日  | Summer Pockets                         | Na-Ga、和泉つばす 永山ゆうのん、ふむゆん えんぎよし（SDキャラ） | 新島夕、魁 ハサマ                 | WindowsPC 全年齢DVD-ROM版ゲーム:同日発売 |
| 2020年 | 6月26日  | Summer Pockets REFLECTION BLUE         | Na-Ga、和泉つばす 永山ゆうのん、ふむゆん えんぎよし（SDキャラ） | 新島夕、魁 ハサマ                 | WindowsPC 全年齢DVD-ROM版ゲーム:同日発売 |
| 2021年 | 5月28日  | LOOPERS                                | 望月けい                                                        | 竜騎士07                          | WindowsPC 全年齢ゲーム:同日発売 |
| 2021年 | 9月3日   | planetarian -雪圏球-                   | 駒都えーじ                                                      | 涼元悠一                          | WindowsPC 全年齢ゲーム:同日発売 |
| 2021年 | 12月24日 | LUNARiA -Virtualized Moonchild-        | ふむゆん、佐伯ソラ                                              | 松山剛                            | WindowsPC 全年齢ゲーム:同日発売 |
| 2022年 | 2月10日  | ヘブンバーンズレッド                   | ゆーげん、Na-Ga ふむゆん、まろやか                              | 麻枝准                            | スマートフォンゲーム:同日配信 |
| 2022年 | 9月30日  | 終のステラ                             | SWAV                                                            | 田中ロミオ                        | WindowsPC 全年齢ゲーム:同日発売 |
| 2023年 | 4月28日  | プリマドール：冬空花火／雪華文様       | バイブリーアニメーションスタジオ                                | 丘野塔也                          | WindowsPC 全年齢ゲーム:同日発売 |
| 2024年 | 5月31日  | プリマドール：無名典礼                 | バイブリーアニメーションスタジオ、株式会社ジーアングル          | 丘野塔也                          | WindowsPC 全年齢ゲーム:同日発売 |
| 2025年 | 10月24日 | LOOPERS PLUS                           | 望月けい                                                        | 竜騎士07                          | |
| 2025年 | 11月28日 | 虹彩都市                               | KEI                                                             | 松山剛                            | |
| 2026年 | 1月30日  | anemoi                                 | Na-Ga、ふむゆん、永山ゆうのん、きみしま青                       | 魁、新島夕、ハサマ、佐雪隼        | [ 14 ] |
| 未定   | 未定     | プリマドール：皇都探偵                 | バイブリーアニメーションスタジオ                                | 丘野塔也                          | |
| 未定   | 未定     | プリマドール・アンコール               | バイブリーアニメーションスタジオ                                | 丘野塔也                          | |

## コンシューマ機移植作品一覧
- Kanon
  - ドリームキャスト版ゲーム：2000年9月14日発売（発売元：インターチャネル）
  - PlayStation 2版ゲーム：2002年2月28日発売（発売元：インターチャネル）
  - PlayStation 2版ベスト版：2004年12月22日発売（発売元：インターチャネル→ガンホー・ワークス）
  - PlayStation Portable版ゲーム：2007年2月15日発売（発売元：プロトタイプ）
  - iモード・ビジュアルアーツ★Motto版：2007年6月18日配信（発売元：プロトタイプ）
  - Nintendo Switch版ゲーム：2023年4月20日発売（発売元:プロトタイプ）
- AIR
  - ドリームキャスト版ゲーム：2001年9月20日発売（発売元：インターチャネル）
  - PlayStation 2版ゲーム：2002年8月8日発売（発売元：インターチャネル）
  - PlayStation 2版ベスト版：2005年9月1日発売（発売元：インターチャネル→ガンホー・ワークス）
  - iモード・ビジュアルアーツ★Motto版：2006年9月4日配信（発売元：プロトタイプ）
  - PlayStation Portable版ゲーム：2007年11月22日発売（発売元：プロトタイプ）
  - PlayStation Vita版ゲーム：2016年9月8日発売（発売元：プロトタイプ）
  - Nintendo Switch版ゲーム：2021年9月9日発売（発売元：プロトタイプ）
- CLANNAD
  - PlayStation 2版ゲーム：2006年2月23日発売（発売元：インターチャネル→ガンホーワークス）
  - iモード・ビジュアルアーツ★Motto版：2007年11月8日配信（発売元：プロトタイプ）
  - PlayStation Portable版ゲーム：2008年5月29日発売（発売元：プロトタイプ）
  - Xbox 360版ゲーム：2008年7月17日発売（発売元：プロトタイプ）
  - PlayStation 2版ベスト版：2009年7月30日発売（発売元：ガンホー・ワークス）
  - PlayStation 3版ゲーム：2011年4月21日発売（発売元：プロトタイプ）
  - PlayStation Vita版ゲーム：2014年8月14日（発売元：プロトタイプ）
  - PlayStation 4版ゲーム：2018年6月14日発売（発売元:プロトタイプ）
  - Nintendo Switch版ゲーム：2019年7月4日発売（発売元:プロトタイプ）
- planetarian 〜ちいさなほしのゆめ〜
  - PlayStation 2版ゲーム：2006年8月24日発売（発売元：プロトタイプ）
  - iモード・ビジュアルアーツ★Motto版：2006年11月28日（発売元：プロトタイプ）
  - PlayStation Portable版ゲーム：2009年の「key 10th MEMORIAL Fes.」での限定販売（発売元:プロトタイプ）[15]
  - 東北地方太平洋沖地震被災地チャリティー版：PSP版、2011年5月12日発売（発売元：プロトタイプ）
  - Nintendo switch版ゲーム：2019年1月31日ダウンロード版のみ発売（発売元：プロトタイプ）
- 智代アフター 〜It's a Wonderful Life〜
  - PlayStation 2版ゲーム：2007年1月25日発売（発売元：プロトタイプ）
  - iモード・ビジュアルアーツ★Motto版：2008年5月29日配信（発売元：プロトタイプ）
  - PlayStation Portable版ゲーム：2009年3月19日発売（発売元：プロトタイプ）[16]
  - Xbox 360版ゲーム：2010年9月22日発売（発売元：プロトタイプ）
  - PlayStation 3版ゲーム：2012年7月29日発売（発売元:プロトタイプ）
  - Nintendo Switch版ゲーム：2020年9月10日発売（発売元:プロトタイプ）
- CLANNADベスト版 Key3部作プレミアムBOX
  - PlayStation 2版：2009年7月30日発売（発売元：ガンホー・ワークス）
    - Kanon、AIR、CLANNADのカップリング版。
- リトルバスターズ! Converted Edition
  - PlayStation 2版ゲーム：2009年12月24日発売（発売元:プロトタイプ）
  - PlayStation Portable版ゲーム：2010年11月25日発売（発売元:プロトタイプ）
  - PlayStation Vita版ゲーム：2012年3月22日発売（発売元:プロトタイプ）
  - PlayStation 3版ゲーム：2013年3月20日発売（発売元:プロトタイプ）
  - Nintendo Switch版ゲーム：2020年4月23日発売（発売元:プロトタイプ）
- クドわふたー Converted Edition
  - PlayStation Portable版ゲーム：2013年5月9日発売（発売元:プロトタイプ）
  - PlayStation Vita版ゲーム：2013年12月19日発売（発売元:プロトタイプ）
- Rewrite
  - PlayStation Portable版ゲーム：2014年4月17日発売（発売元:プロトタイプ）
  - PlayStation Vita版ゲーム：2014年8月24日発売（発売元:プロトタイプ）
  - PlayStation 3版ゲーム：2015年2月11日発売（発売元:プロトタイプ）
  - PlayStation 4版ゲーム：2017年3月16日発売（発売元:プロトタイプ）
- Rewrite Harvest festa!
  - PlayStation Vita版ゲーム：2017年5月18日発売（発売元:プロトタイプ）
- Summer Pockets
  - Nintendo Switch版ゲーム：2019年6月20日発売（発売元:プロトタイプ）
- Summer Pockets REFLECTION BLUE
  - Nintendo Switch版ゲーム：2021年7月1日発売（発売元:プロトタイプ）
  - PlayStation 4版ゲーム：2022年7月1日発売（発売元:プロトタイプ）
- LOOPERS
  - Nintendo Switch版ゲーム：2022年6月2日発売（発売元:プロトタイプ）

## アニメ化作品一覧
Kanon、AIR、CLANNADの3作品の共通点としては、東映アニメーション制作のものと、京都アニメーション制作のものと2つ作られたことである。前者はKanonのみフジテレビ系のテレビアニメとして制作、他2作品は劇場版として制作されている。後者はいずれもTBSが制作に関与している。
リトルバスターズ!、クドわふたーはJ.C.STAFF、Rewriteはエイトビット、planetarian 〜ちいさなほしのゆめ〜、〜星の人〜はdavid production、planetarian 〜雪圏球〜（スノーグローブ）はオクルトノボルで制作。アニメオリジナル作品はAngel Beats!、Charlotte、神様になった日がP.A.WORKS、かぎなどはライデンフィルム 京都スタジオで制作された。

### テレビアニメ
| 作品               | 放送年                | 放送局         | アニメーション制作               | 監督               | シリーズ構成     | 脚本                                             | 備考                                                              |
| ------------------ | --------------------- | -------------- | -------------------------------- | ------------------ | ---------------- | ------------------------------------------------ | ----------------------------------------------------------------- |
| Kanon              | 2002年（第1作）       | フジテレビ系列 | 東映アニメーション               | 伊藤尚往（チーフ） | 山口亮太、中村誠 | 山口亮太、中村誠、外山浩明、平松詩乃、横手美智子 | [ 17 ]                                                            |
| Kanon              | 2006年（第2作）       | BS-i           | 京都アニメーション               | 石原立也           | 志茂文彦         | 志茂文彦                                         | [ 18 ]                                                            |
| AIR                | 2005年                | BS-i           | 京都アニメーション               | 石原立也           | 志茂文彦         | 志茂文彦                                         | 2005年8月28日・9月4日に特別編を放送。                             |
| CLANNAD            | 2007年（第1期）       | TBS系列        | 京都アニメーション               | 石原立也           | 志茂文彦         | 志茂文彦                                         | [ 20 ]                                                            |
| CLANNAD            | 2008年（第2期）       | TBS系列        | 京都アニメーション               | 石原立也           | 志茂文彦         | 志茂文彦                                         | 第2期タイトルは「CLANNAD 〜AFTER STORY〜」                        |
| Angel Beats!       | 2010年                | TBS系列        | P.A.WORKS                        | 岸誠二             | N/A              | 麻枝准                                           | 麻枝准が原作と全話の脚本を手掛けるオリジナル作品                  |
| リトルバスターズ！ | 2012年（第1期）       | 独立局         | J.C.STAFF                        | 山川吉樹           | 島田満           | 島田満、綾奈ゆにこ                               | TOKYO MX、tvk、MBS、テレビ愛知にて放送                            |
| リトルバスターズ！ | 2013年（第2期）       | 独立局         | J.C.STAFF                        | 山川吉樹           | 島田満           | 島田満、綾奈ゆにこ                               | 第2期タイトルは「リトルバスターズ！〜Refrain〜」                  |
| Charlotte          | 2015年                | 独立局         | P.A.WORKS                        | 浅井義之           | N/A              | 麻枝准                                           | 麻枝准が原作と全話の脚本を手掛けるオリジナル作品                  |
| Rewrite            | 2016年（1stシーズン） | 独立局         | エイトビット                     | 天衝               | 天衝             | あおしまたかし、髙橋龍也、伊神貴世               | [ 24 ]                                                            |
| Rewrite            | 2017年（2ndシーズン） | 独立局         | エイトビット                     | 天衝               | 天衝             | あおしまたかし、髙橋龍也、伊神貴世               | [ 24 ]                                                            |
| 神様になった日     | 2020年                | 独立局         | P.A.WORKS                        | 浅井義之           | N/A              | 麻枝准                                           | 麻枝准が原作と全話の脚本を手掛けるオリジナル作品                  |
| かぎなど           | 2021年（第1期）       | 独立局         | ライデンフィルム 京都スタジオ    | 坂本一也           | あおしまたかし   | あおしまたかし、魁、丘野塔也                     | Key作品の登場人物がミニキャラ化し、一堂に会するクロスオーバー作品 |
| かぎなど           | 2022年（第2期）       | 独立局         | ライデンフィルム 京都スタジオ    | 坂本一也           | あおしまたかし   | あおしまたかし、魁、丘野塔也                     | Key作品の登場人物がミニキャラ化し、一堂に会するクロスオーバー作品 |
| プリマドール       | 2022年                | 独立局         | バイブリーアニメーションスタジオ | 天衝               | 魁、丘野塔也     | 魁、丘野塔也                                     |                                                                   |
| Summer Pockets     | 2025年                | 独立局         | feel.                            | 小林智樹           | 大知慶一郎       | 未公表                                           |                                                                   |

### 劇場アニメ
| 作品                   | 公開日        | アニメーション制作 | 監督       | 脚本                      | 備考   |
| ---------------------- | ------------- | ------------------ | ---------- | ------------------------- | ------ |
| AIR                    | 2005年2月5日  | 東映アニメーション | 出崎統     | 中村誠                    | [ 26 ] |
| CLANNAD                | 2007年9月15日 | 東映アニメーション | 出崎統     | 中村誠                    |        |
| planetarian 〜星の人〜 | 2016年9月3日  | david production   | 津田尚克   | ヤスカワショウゴ 津田尚克 | [ 27 ] |
| クドわふたー           | 2021年7月16日 | J.C.STAFF          | 鈴木健太郎 | 魁                        | [ 28 ] |

### OVA
| 作品                   | 発売日        | アニメーション制作 | 監督   | 脚本             |
| ---------------------- | ------------- | ------------------ | ------ | ---------------- |
| planetarian 〜雪圏球〜 | 2021年8月25日 | オクルトノボル     | 玉村仁 | ヤスカワショウゴ |

### Webアニメ
| 作品                               | 配信開始日   | アニメーション制作 | 監督                                               | 脚本                      | 備考                 |
| ---------------------------------- | ------------ | ------------------ | -------------------------------------------------- | ------------------------- | -------------------- |
| planetarian 〜ちいさなほしのゆめ〜 | 2016年7月7日 | david production   | 津田尚克 中山勝一（シリーズ） 町谷俊輔（シリーズ） | ヤスカワショウゴ 津田尚克 | ニコニコ動画等で配信 |

## 主要な制作スタッフ

### Key所属
原画
- Na-Ga
- ふむゆん

企画・シナリオ・音楽
- 麻枝准
- 魁

音楽
- 折戸伸治

グラフィック
- しのり〜
- Na-Ga
- 餅介
- yucchi
- yonie

### 元スタッフ・ 関係者
原画
- 樋上いたる『Harmonia』制作後に退社。現在はネクストンに所属。

企画・シナリオ
- 久弥直樹 『Kanon』制作後に退社。現在フリー。
- 涼元悠一 2005年退社、現在はアクアプラスに所属。

シナリオ
- 都乃河勇人『Harmonia』発売前に退社。現在フリー。
- イシカワタカシ ビジュアルアーツ内の他のブランドに所属。

シナリオアシスタント・進行管理
- 藤井知貴 ビジュアルアーツ制作スタッフ。

シナリオアシスタント
- 丘野塔也 『Kanon』開発後に短期間所属した後、ビジュアルアーツ内の大熊猫の立ち上げに従事。『AIR』『CLANNAD』にはKeyから離脱後にヘルプで参加した。大熊猫休止後はFrillに所属。

音楽
- 戸越まごめ 2006年10月に自己都合退職。
- 井内舞子 ビジュアルアーツ系列会社I'veスタッフ。
- 清水準一 『クドわふたー』の音楽を担当後退社。

グラフィック・背景原画
- 鳥の ビジュアルアーツ内のRAMに所属。RAM解散後の所属は不明。

グラフィック
- みらくる☆みきぽん 『CLANNAD』制作中に退社。その後、ネクストン系列ブランド・PSYCHOに移籍。現在はビジュアルアーツ系列ブランド・はむはむソフトに所属。
- 田山みにも 独立後も各作品に参加している。
- Dinn 『AIR』制作後、ビジュアルアーツ内のWordsに所属。

### 外注
原画
- フミオ
- 駒都えーじ

音楽
- PMMK
- Manack
- 水月陵
- 細井聡司

シナリオ
- 樫田レオ
- 城桐央
- 田中ロミオ
- 竜騎士07